# Ron Carter

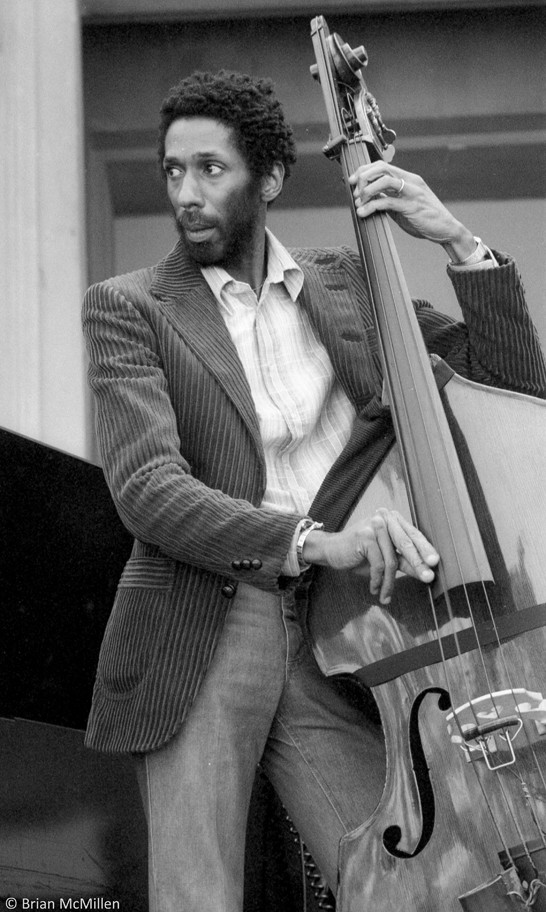
Ron Carter, 1980

Ronald Levin Carter (ur. 4 maja 1937 w Ferndale) – afroamerykański kontrabasista i kompozytor jazzowy, a także pedagog muzyczny. Laureat NEA Jazz Masters Award 1998.
Dysponuje znakomitą techniką i jest uważany za jednego z najwybitniejszych współczesnych kontrabasistów. Grał w latach 60. z kwintetem Milesa Davisa. Współpracował ze ścisłą światową czołówką muzyków jazzowych: Herbiem Hancockiem, Wayne'em Shorterem i wieloma innymi.

## Wybrana dyskografia
- Eric Dolphy - Out There (1960)
- Coleman Hawkins - Night Hawk (1961)
- Milt Jackson - Sunflower (1972)
- Billy Cobham - Spectrum (1973)
- Jim Hall - Alone Together (1986)
- Helen Merrill - Duets (1987)

## Odznaczenia
- Austriacki Krzyż Honorowy Nauki i Sztuki I klasy (2007, Austria)[2]
- Komandor Orderu Sztuki i Literatury (Francja)[3]